# Zosin (województwo mazowieckie)
Zosin – wieś w Polsce położona w województwie mazowieckim, w powiecie sochaczewskim, w gminie Sochaczew. Ma status sołectwa.
| SIMC    | Nazwa         | Rodzaj    |
| ------- | ------------- | --------- |
| 1058059 | Zosin-Kolonia | część wsi |

W latach 1975–1998 miejscowość należała administracyjnie do województwa skierniewickiego.